# King's Quest VII: The Princeless Bride
King's Quest VII: The Princeless Bride är ett äventyrsspel i King's Quest-serien. Det släpptes 1994 och skapades av Roberta Williams och Sierra Online. Spelet sålde i totalt 2,5 miljoner exemplar världen över.

## Handling
Spelet handlar om prinsessan Rosella och mamman och drottningen Valanice. En dag vandrar de i skogen för att prata om att Rosella måste gifta sig. Rosella är ganska omogen och vill inte gifta sig med någon tråkig prins. Plötsligt ser Rosella ett slott i en sjö. Då kommer en sjöhäst upp och hon hoppar i efter. Valanice hoppar också efter och försöker dra upp Rosella, men blir indragen av en trollkung och Valanice fortsätter att falla ner i den långa portalen.

## Spelsätt
I spelet spelar man både Rosella och Valanice när man upptäcker världen Eldritch där den onda häxan Malicia försöker göra ett vulkanutbrott i trollbergen så att världen går under. Valanice försöker hitta sin dotter medan Rosella försöker stoppa Malicia från att förstör världen. Spelet har sju kapitel som man kan spela. Under spelet träffar man på en del roliga figurer och fällor och farliga monster som man måste akta sig för.

## Grafik
Grafiken i King's Quest 7 är ritad och påminner om Disney-filmgrafik.

## Karaktärer
- Rosella- Prinsessa av Daventry
- Valanice- Drottning av Daventry
- Malicia- Ond häxa som vill förstöra världen Eldritch.
- Edgar- En prins som Rosella träffade som troll i King's Quest VI. Han är nu kung över trollen och är i Malicias grepp.